# Joe C.
Joseph Calleja, meglio conosciuto come Joe C. (Taylor, 9 novembre 1974 – Taylor, 16 novembre 2000), è stato un rapper statunitense.
È stato membro e fondatore della T Trucker, band che collabora con Kid Rock.

## Biografia
Calleja iniziò la sua carriera di cantante nel 1994, fondando la Twisted Brown Trucker. Nello stesso anno, durante un proprio concerto a Roseville, conobbe Kid Rock, un musicista di Detroit che era in cerca di qualcuno che potesse aiutarlo a mettere su una band. Questi notò subito le grandi abilità di rapper di Joe C. , e grazie anche a una forte amicizia nata immediatamente tra i due la Twisted Brown Trucker decise di collaborare con Kid Rock. Un anno dopo il loro incontro i due rapper pubblicarono il loro primo demo, Cool Daddy Cool, seguito nel 1996 da un secondo demo, Early mornin' Stoned Pimp. Calleja partecipò alla pubblicazione di due album di Kid Rock: Devil Without a Cause e The History of Rock. Dopo il suo decesso la Twisted Brown Trucker decise di continuare la collaborazione con Kid Rock, collaborazione che dura ancora oggi.
Joe apparve diverse volte in televisione, inclusa una come guest star, insieme a Kid Rock, nell'undicesima stagione de I Simpson, e una a Celebrity Deathmatch, nel 2000. Inoltre lui e Kid Rock compaiono, sotto le sembianze di batteri, nel film d'animazione Osmosis Jones, dove cantano Cool Daddy Cool. Calleja era anche un grande fan della WWE e si riferiva diverse volte alla D-Generation X durante i suoi concerti. Apparve anche in un episodio di Raw Is War, aiutando i Too Cool a vincere il titolo di coppia, prima posseduto da Edge e Christian. Inoltre era molto amico dei wrestler Sabu e Rob Van Dam.

### Malattia e morte
Calleja era malato di celiachia, un disturbo che, tra i suoi sintomi, può causare anche un disturbo crescita, per questo motivo era alto soltanto 114 centimetri. A causa di ciò la sua voce era rimasta molto acuta dai tempi dell'adolescenza (le persone di bassa statura spesso non sviluppano le corde vocali, e quindi rimangono con la stessa tonalità di voce dei bambini), caratteristica che lo contraddistingueva durante i concerti. 
La sua malattia gli causò vari problemi medici, infatti da novembre 1999 fu obbligato a saltare diverse date dei concerti di Kid Rock. Nel 2000, durante un'intervista a MTV, dichiarò di dover prendere sessanta pastiglie al giorno e di dover essere sempre sotto controllo medico. Inoltre dovette aderire alla dieta che tutti i malati di celiachia devono seguire. 
È deceduto un anno dopo, la notte del 16 novembre, mentre dormiva a casa dei suoi genitori. Poche settimane dopo il suo decesso, Kid Rock ha affermato che Joe si stava preparando per registrare il suo primo album da solista.

## Tributi
La scomparsa di Joe C. colpì profondamente Kid Rock, essendo stato un suo grandissimo amico. L'album Cocky, uscito nei primi mesi del 2001, è stato dedicato alla sua memoria. Inoltre Kid Rock ricorda l'amico scomparso ad ogni suo concerto, cantando la canzone Devil Without a Cause. Essa è costituita da una parte iniziale cantata dal cowboy di Detroit, e un finale cantata da Joe C. Dalla sua morte viene riprodotta la sua parte registrata in studio, mentre Kid Rock si volta verso un maxischermo con la foto di Joe C., e lascia cantare il pubblico.
Anche Paradime, rapper di Detroit, ha realizzato un tributo per Joe C. nel 2007: la canzone People Who Died parla della mattina in cui Paradime ha saputo della morte di Joe.

## Discografia
- 1995 - Cool Daddy Cool (demo)
- 1996 - Early Mornin Stoned Pimp (demo)
- 1998 - Devil Without a Cause (traccia 3)
- 2000 - The History of Rock (traccia 5)
- 2000 - Heaven (demo)
- 2000 - Cool Daddy Cool (versione registrata per Osmosis Jones)
- 2006 - Live Trucker